# Collinsia (zoologia)
Collinsia O. P.-Cambridge, 1913 è un genere di ragni appartenente alla famiglia Linyphiidae.

## Distribuzione
Le 25 specie oggi attribuite a questo genere sono diffuse nella regione olartica: le due specie ad areale più vasto sono la C. holmgreni e la C. spetsbergeni diffuse nell'intera regione olartica con molteplici ritrovamenti.
In Italia sono stati rinvenuti esemplari di C. distincta in Italia meridionale e anche alcuni di C. inerrans.

## Tassonomia
Numerose sono le vicissitudini tassonomiche di questo genere: considerato un sinonimo anteriore di Anitsia Chamberlin, 1921, a seguito di un lavoro di Holm del 1944; anche di Coryphaeolana Strand, 1914, a seguito di un lavoro di Holm del 1950; di Catabrithorax Chamberlin, 1920, da un lavoro di Hackman del 1954; ancora di Microerigone Dahl, 1928 a seguito di uno studio di Holm del 1958 e infine di Milleriana Denis, 1966, secondo la specie tipo Trichoncus inerrans (O. P.-Cambridge, 1885), a seguito di uno studio di Eskov del 1990.
Non è invece sinonimo anteriore di Montilaira Chamberlin, 1921, secondo un lavoro di Crawford del 1988, né di Halorates Hull, 1911, come convalidato da tre studi: Eskov del 1990 contra Millidge del 1977; Merrett, Locket e Millidge del 1985 e infine Roberts del 1987. Il dibattito sulla quaestio è proseguito con gli studi di Buckle et al. del 2001 e di Tanasevitch del 2009.
A maggio 2011, si compone di 25 specie e 1 sottospecie secondo Platnick:
1. Collinsia borea (L. Koch, 1879) — Russia, Alaska
2. Collinsia caliginosa (L. Koch, 1879) — Russia, Asia Centrale
  - Collinsia caliginosa nemenziana Thaler, 1980 — Austria
3. Collinsia clypiella (Chamberlin, 1920) — USA
4. Collinsia crassipalpis (Caporiacco, 1935) — India
5. Collinsia dentata Eskov, 1990 — Russia
6. Collinsia despaxi (Denis, 1950) — Francia
7. Collinsia distincta (Simon, 1884)[4] — Regione paleartica
8. Collinsia ezoensis (Saito, 1986) — Giappone
9. Collinsia hibernica (Simon, 1926) — Francia
10. Collinsia holmgreni (Thorell, 1871) — Regione olartica
11. Collinsia holmi Eskov, 1990 — Russia
12. Collinsia inerrans (O. P.-Cambridge, 1885) — Regione paleartica
13. Collinsia ksenia (Crosby & Bishop, 1928) — USA, Canada, Alaska
14. Collinsia oatimpa (Chamberlin, 1948) — USA
15. Collinsia oxypaederotipus (Crosby, 1905) — USA
16. Collinsia palmeni Hackman, 1954 — Canada
17. Collinsia perplexa (Keyserling, 1886) — USA
18. Collinsia pertinens (O. P.-Cambridge, 1875) — USA
19. Collinsia plumosa (Emerton, 1882) — USA, Canada
20. Collinsia probata (O. P.-Cambridge, 1874) — USA
21. Collinsia sachalinensis Eskov, 1990 — Russia
22. Collinsia spetsbergensis (Thorell, 1871) — Regione olartica
23. Collinsia stylifera (Chamberlin, 1948) — USA, Canada, Alaska
24. Collinsia thulensis (Jackson, 1934) — Alaska, Canada, Groenlandia, Isole Spitsbergen
25. Collinsia tianschanica Tanasevitch, 1989 — Kirghizistan

Secondo l'aracnologo Tanasevitch, specialista della famiglia Linyphiidae, le specie di questo genere andrebbero inserite in Halorates Hull, 1911

### Specie trasferite
Un congruo numero di specie, circa 9, sono state trasferite ad altri generi dopo alcuni studi specifici, tutte a generi diversi fra loro:
- Collinsia algida (Hackman, 1954); trasferita al genere Sougambus Crosby & Bishop, 1936.
- Collinsia harmsi Wunderlich, 1972; trasferita al genere Diplocentria Hull, 1911.
- Collinsia jeniseica Eskov, 1990; trasferita al genere Typhochrestoides Eskov, 1990.
- Collinsia lapidicola (Sørensen, 1898); trasferita al genere Scotinotylus Simon, 1884.
- Collinsia lapponica (Holm, 1939); trasferita al genere Semljicola Strand, 1906.
- Collinsia lapponica (Schenkel, 1939); trasferita al genere Notioscopus Simon, 1884.
- Collinsia relicta (Chamberlin, 1949); trasferita al genere Masikia Millidge, 1984.
- Collinsia uta (Chamberlin, 1919); trasferita al genere Montilaira Chamberlin, 1921.
- Collinsia wilburi Levi & Levi, 1955; trasferita al genere Frederickus Paquin et al., 2008.